# Ricarda-Huch-Gymnasium (Krefeld)
Das Ricarda-Huch-Gymnasium ist ein städtisches Gymnasium für Jungen und Mädchen im Zentrum von Krefeld.

## Geschichte
Das heutige Gymnasium wurde am 1. Oktober 1848 als private höhere Töchterschule zu Crefeld durch die erste Schulleiterin Minna Basses am damaligen Nordwall (später Nordstraße) eröffnet. Ein Jahr später zog die Schule zur Königstraße um, 1869 wurde das dritte Schulgebäude am Westwall eingeweiht. Im Jahr 1874 übernahm die Stadt Krefeld die ehemals private Schule. Wegen Platzmangels im Gebäude am Nordwall wurde 1911 schließlich das vierte Schulgebäude an der Moerser Straße eingeweiht, das bis heute die Schule beherbergt. Durch die Namensumbenennungen im Dritten Reich bekam die Schule im Jahr 1938 den Namen Karin-Göring-Schule. Im Zweiten Weltkrieg wurde das Gebäude durch die Luftangriffe auf Krefeld am 22. Juni 1943 schwer beschädigt, woraufhin die Karin-Göring-Schule mit der Gudrunschule in Uerdingen (heute Gymnasium am Stadtpark) zusammengelegt wurde. Am 1. Oktober 1945 konnte der Unterricht im alten Gebäude wiederaufgenommen werden. 1958 wurde die Schule schließlich nach der deutschen Dichterin Ricarda Huch in Ricarda-Huch-Schule umbenannt. Im Jahr 1975 führte man die Koedukation ein, 1997 wurde der naturwissenschaftliche Neubau eingeweiht.

## Schulangebot

### Handelsenglisch
Das Ricarda-Huch-Gymnasium bietet als einziges Gymnasium in Deutschland an, gleichzeitig zum Abitur das IHK-Zertifikat Fremdsprachenkorrespondent für Englisch zu erwerben. Zusätzlich zum Leistungskurs Englisch wird wöchentlich ein vierstündiger Kurs in den Jahrgangsstufen 12 und 13 belegt.

### DELF-Diplom
Die Schüler des Ricarda-Huch-Gymnasiums können sich einmal wöchentlich auf das vom Institut Français in Düsseldorf angebotene DELF-Diplom (Diplôme d’Études en Langue Francaise) vorbereiten. Damit können sie ihre Kenntnisse anhand des Gemeinsamen Europäischen Referenzrahmens (CEF) international vergleichen.

### Individuelle Förderung
Am Ricarda-Huch-Gymnasium können leistungsschwache Schüler einmal wöchentlich am schulinternen Nachhilfeprogramm „Schüler helfen Schülern“ teilnehmen. Hier wird der Unterrichtsstoff aufgearbeitet, und Fragen werden geklärt. Ansprechpartner sind dabei leistungsstärkere Schüler aus höheren Jahrgangsstufen.
Im Rahmen der Begabtenförderung gibt es die Option, ab Klasse 6 die zweite Fremdsprache (Latein oder Französisch) nicht nur ausschließlich zu wählen, sondern im Rahmen eines „Drehtürmodells“, bei dem die Schüler immer abwechselnd in den verschiedenen Kursen sind, beide Sprachen zu belegen und zu erlernen.

## Bekannte Schulangehörige

### Lehrer
- Freya Stephan-Kühn (1943–2001), Historikerin und Autorin

### Schüler
- Christian Ehring (* 1972), Kabarettist
- Volker Diefes (Kabarettist)
- Ulrich Kaiser (Hochschullehrer)
- Anja Lundholm (1918–2007), Schriftstellerin
- Bilal Gökce (Physiker, Hochschullehrer)

## Bilder

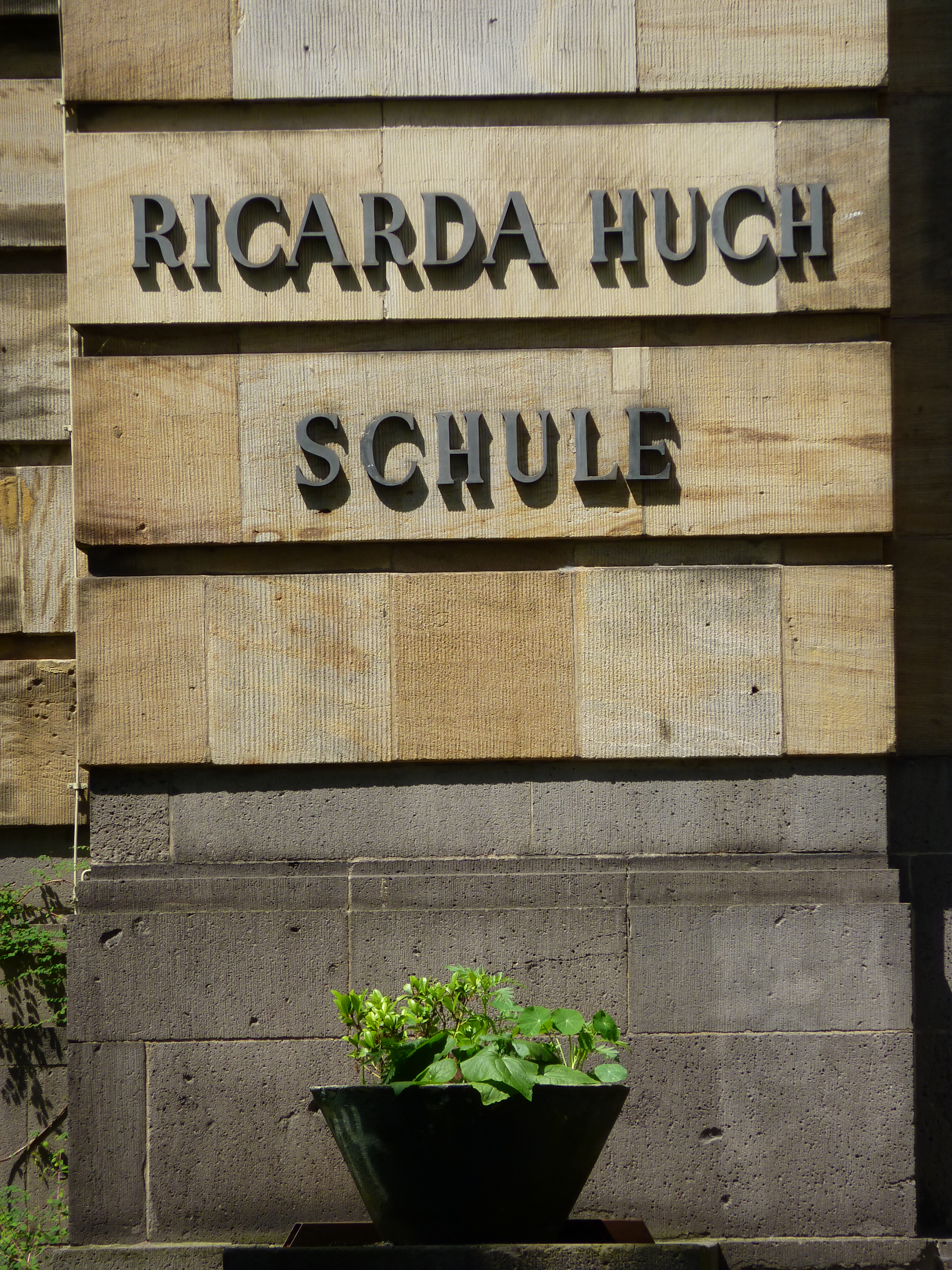
Ricarda-Huch-Gymnasium Krefeld
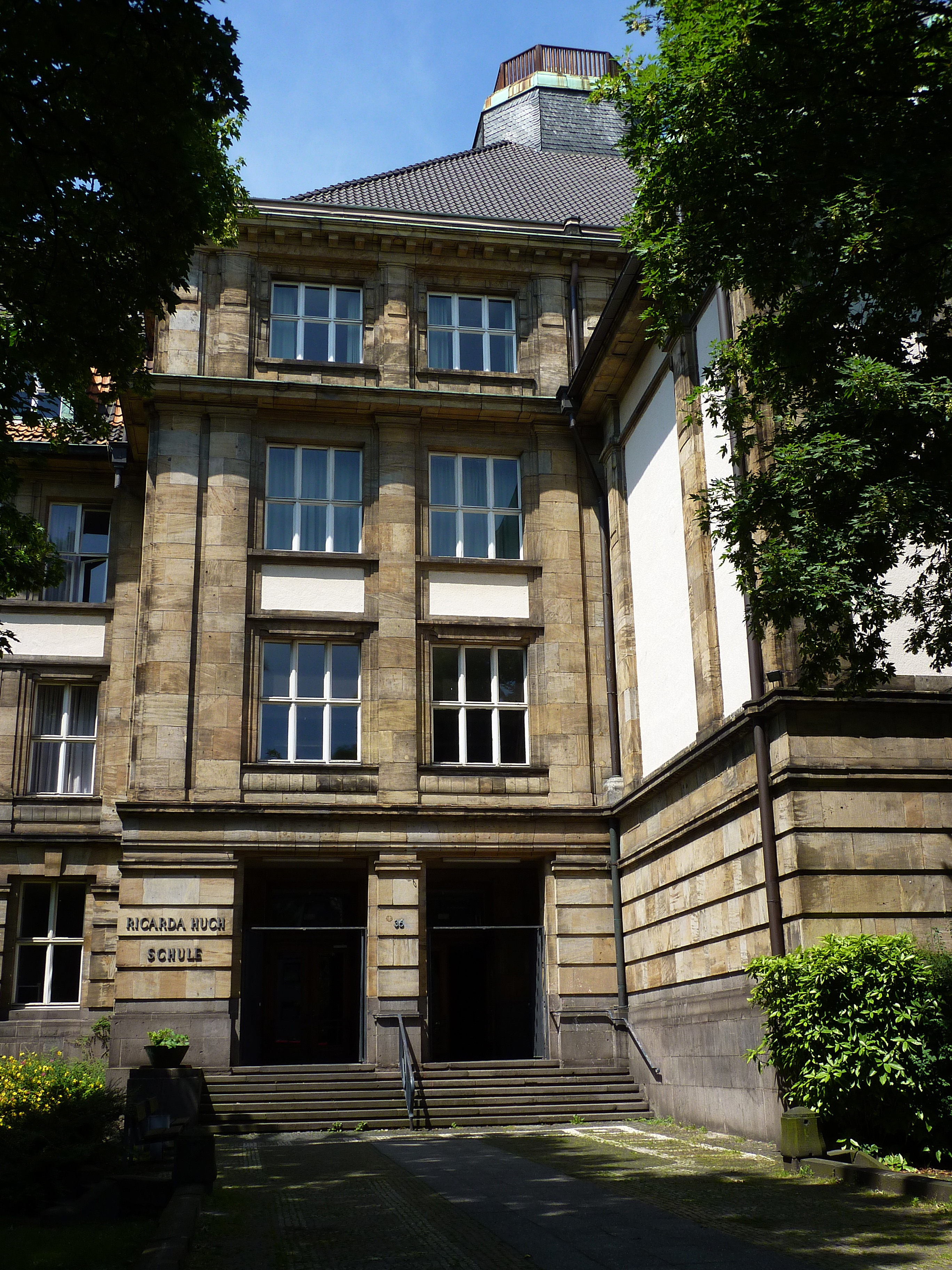
Ricarda-Huch-Gymnasium Krefeld
Skulptur am Ricarda-Huch-Gymnasium